# Kanton Créteil-2
Kanton Créteil-2 is een kanton van het Franse departement Val-de-Marne. Kanton Créteil-2 maakt deel uit van het arrondissement Créteil en telt 45.824 inwoners in 2017.

## Gemeenten
Het kanton Créteil-2 werd opgericht bij de herindeling van de kantons door het decreet van 17 februari 2014, met uitwerking in maart 2015, en bevat enkel een westelijk deel van de gemeente Créteil.